# Teodor Krivak
Teodor Krivak (Budimpešta, 24. siječnja 1900. – Zagreb, 19. ožujka 1980.), bio je hrvatski zlatar, graver i medaljer. 
Teodor Krivak rođen je 1900. godine u Budimpešti. U Zagreb se doselio 1920. godine, a između dva rata, odnosno sve do 1945. godine kao graver surađivao je s Ivom Kerdićem. Radio je na oblikovanju novca i odličja Nezavisne Države Hrvatske, a nakon Drugoga svjetskog rata radio je u poduzeću IKOM, te na Akademiji primijenjene umjetnosti u Zagrebu. Od 1956. godine do umirovljenja 1961. godine, radio je u Školi primijenjene umjetnosti u Zagrebu.
Umro je u  Zagrebu 1980. godine.